# Đài thiên văn Heidelberg-Königstuhl

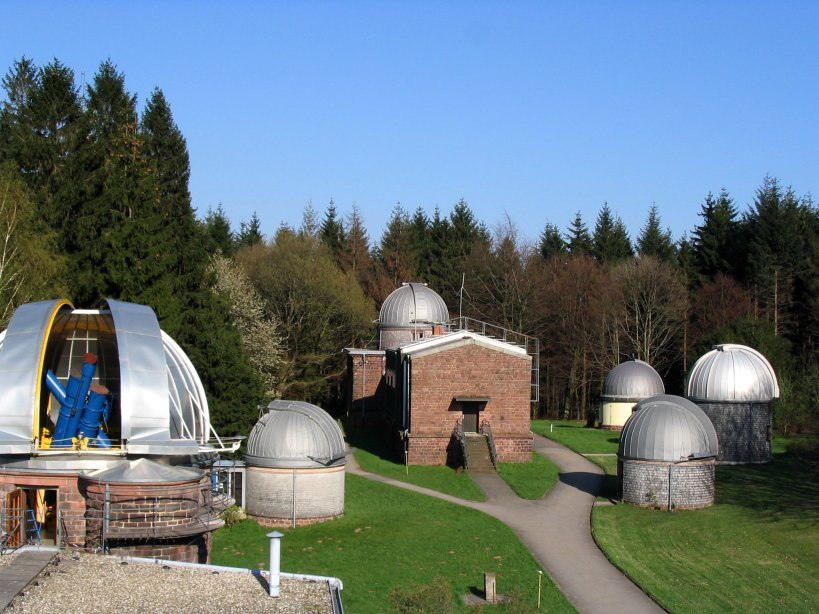
Landessternwarte Heidelberg-Königstuhl

Đài thiên văn Heidelberg-Königstuhl (tiếng Đức: Landessternwarte Heidelberg-Königstuhl) là một đài thiên văn lịch sử nằm gần đỉnh của ngọn đồi Königstuhl ở thành phố Heidelberg, Đức. Tiền thân của đài thiên văn hiện tại được khánh thành năm 1774 cạnh thành phố Mannheim nhưng không đủ điều kiện quan sát nên đã di dời về Königstuhl năm 1898.